# Amphisbaena anomala
Amphisbaena anomala là một loài bò sát trong họ Amphisbaenidae. Loài này được Barbour mô tả khoa học đầu tiên năm 1914.